# 振鵬達中華食品工業
振鵬達中華食品工業集團有限公司，簡稱振鵬達中華食品工業集團、振鵬達中華食品工業，以及振鵬達（英語：Sino Grandness Food Industry Group Limited，SGX：JS5），在1997年由黃育鵬創立。以「刀妹」，以及「振鵬達」為品牌。
業務主要從事農產品加工及銷售運營，該總部位於中國深圳市福田區濱河路5022號聯合廣場A座56樓，該股份在2009年11月23日於新加坡交易所主板上市，招股價為0.29坡元，配售股份為85,520,000股，集資額為24,800,800坡元。

## 連結
- 官方网站